# Michael Foreman
Michael James Foreman (Columbus, 29 de marzo de 1957) es un piloto retirado de la Armada de los Estados Unidos y astronauta de la NASA. Como miembro de la NASA, Foreman formó parte de una misión que transportó el Módulo de Experimentos Japonés y el Dextre canadiense a la Estación Espacial Internacional. Foreman también fue miembro de la misión STS-129 en noviembre de 2009. En 2018 fue elegido alcalde de Friendswood (Texas).